# Чиллихау
Чи́ллихау или Че́льхов (нем. Zschillichau; в.-луж. Čelchowо файле) — деревня в Верхней Лужице, Германия. Входит в состав коммуны Гросдубрау района Баутцен в земле Саксония. Подчиняется административному округу Дрезден.

## География
Находится примерно в девяти километрах северо-восточнее от города Баутцен. На восток от деревни находятся сельскохозяйственные угодья, на запад — лесной массив Гросдубрауэр-Вальдер. Через деревню проходит федеральная автомобильная дорога 156 (Баутцен — Уист).
Соседние населённые пункты: на севере — деревня Зджер, на юго-востоке — административный центр коммуны Мальшвиц, на юге — деревня Брезынка коммуны Мальшвиц и на западе — административный центр коммуны Гросдубрау.

## История
Впервые упоминается в 1360 году под наименованиями Czelchowe, Czelchow.
С 1936 по 1994 года входила в коммуну Сдир. С 1994 года входит в современную коммуну Гросдубрау.
В настоящее время деревня входит в состав культурно-территориальной автономии «Лужицкая поселенческая область», на территории которой действуют законодательные акты земель Саксонии и Бранденбурга, содействующие сохранению лужицких языков и культуры лужичан.
Исторические немецкие наименования
- Czelchowe, Czelchow, 1360
- Czelschaw, 1419
- Schillichen, 1499
- Czelschaw, 1519
- Tzöhlichau, 1658
- Zschilche, 1733
- Zyllichau, 1759
- Zschillge, 1791
- Zschillche, 1800
- Zschillichau, 1810

Исторические серболужицкие наименования
- Celchow (Цельхов)
- Čerchow (Черхов)

## Население
Официальным языком в населённом пункте, помимо немецкого, является также верхнелужицкий язык.
Согласно статистическому сочинению «Dodawki k statisticy a etnografiji łužickich Serbow» Арношта Муки в 1884 году в деревне проживало 137 человек (из них — 125 серболужичан (91 %)).
| 1834 | 1871 | 1890 | 1910 | 1925 |
| ---- | ---- | ---- | ---- | ---- |
| 129  | 115  | 105  | 82   | 100  |